# Ахмедова, Гамаил Бехбуд кызы
Гамаил Бехбуд кызы Ахмедова (азерб. Həmayıl Behbud qızı Əhmədova; 28 марта 1926, Джебраильский уезд — 20 декабря 2019, Физулинский район) — советский азербайджанский хлопковод, Герой Социалистического Труда (1950).

## Биография
Родилась 28 марта 1926 года в селе Горадиз Джебраильского уезда Азербайджанской ССР (ныне город в Физулинском районе).
С 1943 года колхозница, с 1948 года звеньевая, с 1972 года вновь колхозница колхоза «Россия» (бывший имени Багирова) Физулинского района. Ахмедова смело применяла современную агрономическую технику в сборе хлопка. В 1949 году получила 84,4 центнера хлопка с гектара на площади 6 гектаров.
Указом Президиума Верховного Совета СССР от 17 июня 1950 года за получение высоких урожаев хлопка в 1949 году Ахмедовой Гамаил Бехбуд кызы присвоено звание Героя Социалистического Труда с вручением ордена Ленина и золотой медали «Серп и Молот».
С 2002 года президентский пенсионер.
Награждена почетной грамотой ЦК ВЛКСМ (1953). Участвовала в ВСХВ, где получила Большую золотую медаль (1954).
Активно участвовала в общественной жизни Азербайджана. Член КПСС с 1958 года. Член ВЛКСМ с 1950 года. Депутат Верховного Совета Азербайджанской ССР 5-го созыва.
В 2002 году удостоена Персональной стипендии Президента Азербайджанской Республики.

Скончалась 20 декабря 2019 года в родном поселке.